# 1993 FH20
1993 FH20 är en asteroid i huvudbältet som upptäcktes den 19 mars 1993 av UESAC vid La Silla-observatoriet.
Den tillhör asteroidgruppen Nysa.